# Paw Paw Lake
Paw Paw Lake is een plaats (census-designated place) in de Amerikaanse staat Michigan, en valt bestuurlijk gezien onder Berrien County.

## Demografie
Bij de volkstelling in 2000 werd het aantal inwoners vastgesteld op 3944.

## Geografie
Volgens het United States Census Bureau beslaat de plaats een oppervlakte van
17,5 km², waarvan 13,6 km² land en 3,9 km² water.

## Plaatsen in de nabije omgeving
De onderstaande figuur toont nabijgelegen plaatsen in een straal van 16 km rond Paw Paw Lake.